# Sauteuse

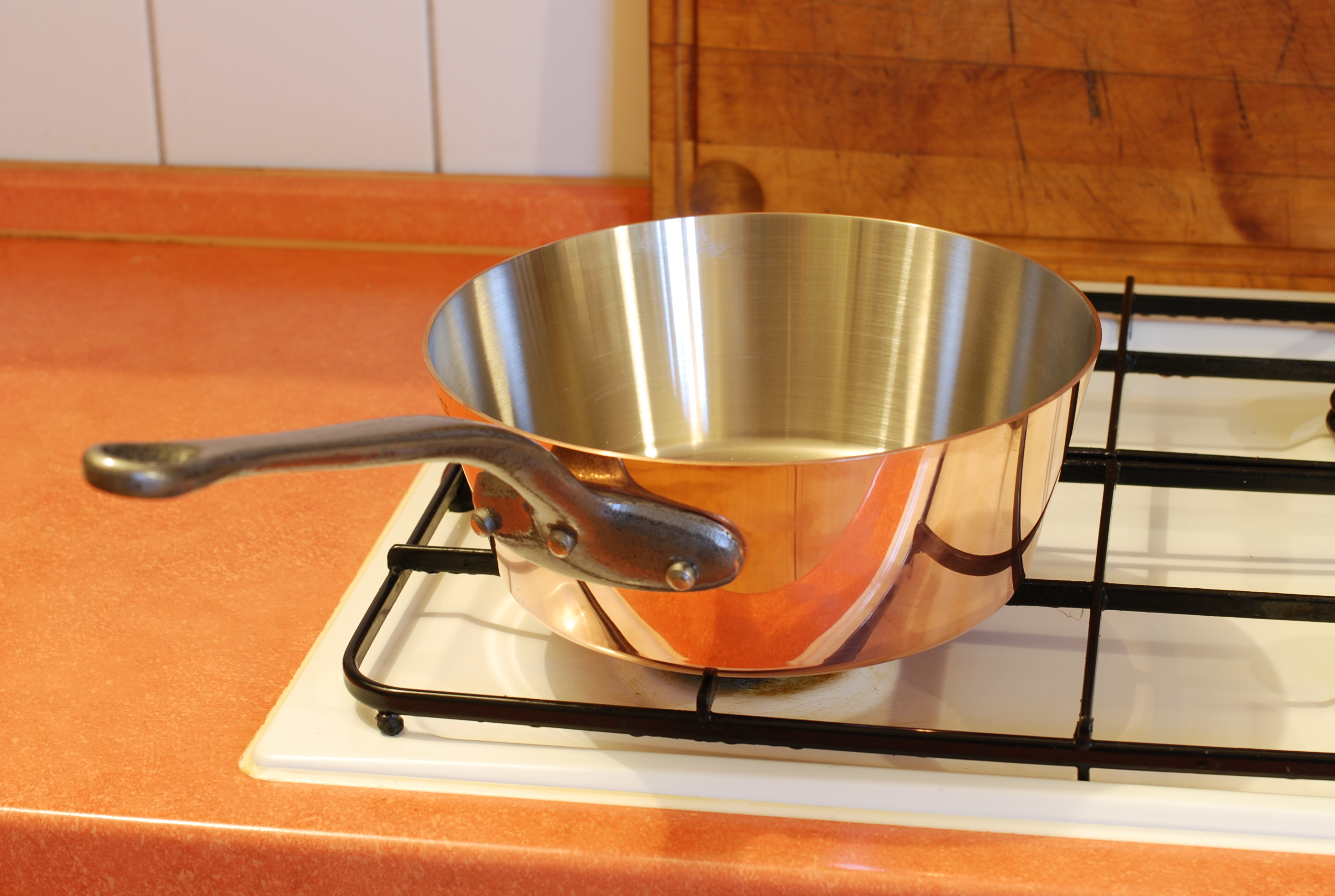
Sauteuse aus Kupfer

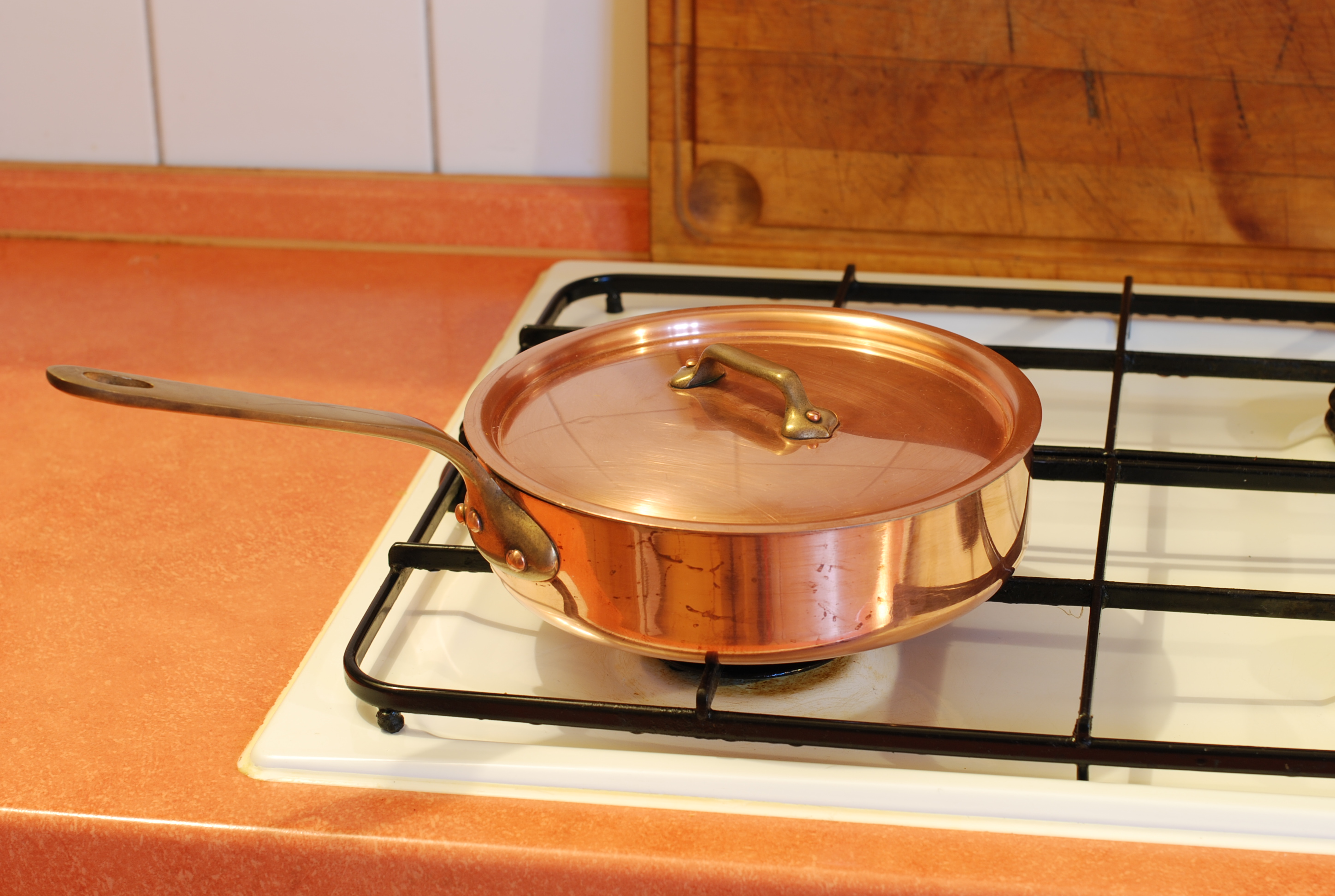
Sautoir aus Kupfer mit Deckel

Sauteuse (deutsch auch: Schwenkpfanne) ist die französische bzw. küchentechnische Bezeichnung einer Bratpfanne mit einem meist nach außen gezogenen, hohen Rand.
Im Gegensatz dazu steht der Sautoir: eine Pfanne mit hohem Rand, der rechtwinklig zur Bodenplatte ist. Der deutsche Begriff dafür ist Schmorpfanne.
Der Begriff leitet sich vom französischen faire sauter (eigentlich „springen“, aber hier „braten“) ab. Die Sauteuse ist dazu gedacht, das Gargut entweder kurz in Fett zu schwenken oder als Kurzgebratenes zuzubereiten (Sautieren). Diese Zubereitungsarten entsprechen somit im Wesentlichen jener im asiatischen Wok. Hochwertige Sauteusen bestehen entweder aus verzinntem oder innen mit einer dünnen Edelstahlschicht verkleidetem Kupfer, um eine möglichst rasche Wärmeleitung zu garantieren – eine gute Wärmespeicherung ist hingegen nicht gewünscht. Der direkte Kontakt zu Lebensmitteln sollte bei Kupfertöpfen weitgehend vermieden werden, da insbesondere bei sauren Lebensmitteln das mäßig giftige Kupferacetat entstehen kann.
Außerdem sind Sauteusen für das Zubereiten, Aufschlagen oder Reduzieren von Saucen hervorragend geeignet, da Schneebesen oder Kochlöffel dank der konischen Form jeden Winkel im Topfinneren erreichen.